# Paraxius altus
Paraxius altus är en kräftdjursart som beskrevs av Charles Spence Bate 1888. Paraxius altus ingår i släktet Paraxius och familjen Axiidae. Inga underarter finns listade i Catalogue of Life.